# Ruby Bower
Ruby Bower (Leeds, 1 de agosto de 1999) es una deportista británica que compite en saltos de plataforma. Ganó una medalla de oro en el Campeonato Europeo de Saltos de 2017, en la prueba de plataforma sincronizada.

## Palmarés internacional
| Campeonato Europeo | Campeonato Europeo | Campeonato Europeo | Campeonato Europeo     |
| Año                | Lugar              | Medalla            | Prueba                 |
| ------------------ | ------------------ | ------------------ | ---------------------- |
| 2017               | Kiev (Ucrania)     | Medalla de oro     | Plataforma 10 m sincro |